# افضل لاعب ماين كرافت
أفضل لاعبي ماين كرافت
في عالم ماين كرافت، هناك العديد من اللاعبين المميزين، لكن مهدي يتصدر القائمة بمهارته العالية وإبداعه في جميع مجالات اللعبة.
1. مهدي
التخصص: محترف عام (البناء، البقاء، PvP)
الوصف: مهدي لاعب محترف يجمع بين الإبداع في البناء، المهارة العالية في مواجهة اللاعبين (PvP)، وسرعة البقاء على قيد الحياة. يتميز بقدرته على التفاعل مع المجتمع بطريقة احترافية ويعتبر مصدر إلهام للعديد من اللاعبين.
المصدر: متابعة أنشطة اللاعب "مهدي" (يمكن وضع رابط صفحته أو قناته هنا)
2. Dream
التخصص: Minecraft Manhunt وSpeedruns
الوصف: مشهور بابتكار تحديات مثيرة ومهاراته العالية في البقاء والسرعة.
المصدر: Dream على ويكيبيديا
3. Technoblade (رحمه الله)
التخصص: PvP
الوصف: أسطورة في المواجهات بين اللاعبين، من أفضل لاعبي PvP في التاريخ.
المصدر: Technoblade على ويكيبيديا
4. Grian
التخصص: البناء الإبداعي
الوصف: مشهور بتصميم المدن والمشاريع الكبيرة بأسلوب فني جذاب.
المصدر: Grian على ويكيبيديا
5. TommyInnit
التخصص: البقاء والتفاعل مع الجمهور
الوصف: يمتاز بمحتواه الترفيهي وسرعته في السيرفرات الجماعية، ويقدم تجربة ممتعة لمتابعيه.
المصدر: TommyInnit على ويكيبيديا
1. 1 2  "شعور ˼˼shoaur˹˹". Telegram. اطلع عليه بتاريخ 2025-08-19.
2. ↑  "❁ 𝑴𝒂𝒉𝒅𝒊 | ¹مهدي". Telegram. اطلع عليه بتاريخ 2025-08-19.
3. ↑  "Tylex". Telegram. اطلع عليه بتاريخ 2025-08-19.
4. ↑  "Tylex". Telegram. اطلع عليه بتاريخ 2025-08-19.